# Francisco Aguilar Piñal
Francisco Aguilar Piñal (Sevilla, 1931) es un doctor en Filosofía y Letras (Sección de Filología Románica) por la Universidad Complutense de Madrid.

## Perfil
Es uno de los historiadores más destacados sobre el siglo XVIII español. Está en posesión de la Encomienda de Alfonso X el Sabio. Académico de honor de la Real Academia Sevillana de Buenas Letras y Socio de honor de la Sociedad Española de Estudios del siglo XVIII. Miembro de honor del Instituto Feijoo de Estudios del siglo XVIII, de la Universidad de Oviedo. Miembro correspondiente de la Hispanic Society de Nueva York. Académico correspondiente de las Academias de Córdoba, Cádiz y Écija. Socio de honor de la Real Sociedad Económica Matritense de Amigos del País y del Círculo Hispano-Francés de Grafología.
Ha desarrollado su vida profesional como profesor de Investigación del Consejo Superior de Investigaciones Científicas, que lo presentó en 1997 como candidato del Premio Nacional "Ramón Menéndez Pidal" de Investigación Humanística y Científico-Social.

## Principales obras
- La Sevilla de Olavide (1966).
- La Real Academia Sevillana de Buenas Letras en el siglo XVIII (1966).
- Los comienzos de la crisis universitaria en España (1967).
- La obra poética de Manuel Reina (1968).
- Cartelera prerromántica sevillana (1968).
- La Universidad de Sevilla en el siglo XVIII. Estudio sobre la primera reforma universitaria moderna (1969).
- Romancero popular del siglo XVIII (1972).
- Temas sevillanos (Tres series) (1972-2002).
- Impresos sevillanos del siglo XVIII (1974).
- Las Sociedades Económicas de Amigos del País en el siglo XVIII (1974).
- Sevilla y el teatro en el siglo XVIII (1974).
- Bibliografía fundamental de la Literatura española. Siglo XVIII (1976).
- La prensa española en el siglo XVIII (1978).
- Los alcaldes de barrio (1978).
- Índices de las poesías publicadas en la prensa española del siglo XVIII (1981).
- Bibliografía de autores españoles del siglo XVIII. Diez tomos (1981-2002).
- Historia de Sevilla. Siglo XVIII. (1982).
- Solaya o los circasianos, edición y estudio de esta obra inédita de Cadalso (1982).
- La biblioteca de Jovellanos (1984).
- Un escritor ilustrado. Cándido María Trigueros (1987).
- Bibliografía de estudios sobre Carlos III y su época (1988).
- Carlos III en el recuerdo (Honras fúnebres en memoria del rey difunto) (1989).
- Introducción al siglo XVIII (1991).
- Los menestrales. Edición y estudio de esta obra teatral de Cándido María Trigueros (1997).
- La obra botánica de Trigueros en Carmona (1998).
- Memoria sobre el nombre de España. Edición y estudio de este ensayo inédito de Cándido María Trigueros (2001).
- La biblioteca y el monetario del académico Cándido María Trigueros (2001).
- La España del absolutismo ilustrado (2005).
- De Híspalis a Sevilla (2008).
- La quimera de los dioses (2010).
- Madrid en tiempos del ‘mejor alcalde’ (2016).